# تنغ سولك (بهمئي غرمسيري الجنوبي)
تنغ سولك (بالفارسية: تنگ سولک) هي قرية تقع في إيران في قسم بهمئي غرمسیري الجنوبي الريفي.